# Almir Bekić
Almir Bekić (* 1. Juni 1989 in Tuzla, SFR Jugoslawien) ist ein bosnisch-herzegowinischer Fußballspieler.

## Karriere

### Vereine
Bekić wurde in Tuzla geboren und begann beim dort ansässigen FK Sloboda Tuzla mit dem Vereinsfußball. Im Alter von 19 Jahren rückte er in die erste Mannschaft des Vereins auf und bestritt von 2008 bis 2010 45 Punktspiele in der Premijer Liga, der höchsten Spielklasse im bosnisch-herzegowinischen Fußball, in denen er drei Tore erzielte.
Von 2010 bis 2015 gehörte er dem Kader von Dinamo Zagreb an, der ihn in diesem Zeitraum über Leihgeschäfte an mehrere Vereine abgab. Zunächst spielte er in der Saison 2010/11 (1. August bis 30. November) für den kroatischen Erstligisten Lokomotiva Zagreb, danach in der Saison 2010/11 (1. Januar bis 30. Juni) für den FK Sloboda Tuzla, wie auch in der Rückrunde der Folgesaison.
In der Saison 2012/13  war er an den NK GOŠK Gabela verliehen und kam für diesen in 21 Ligaspielen zum Einsatz, in denen er fünf Tore erzielte, den Abstieg aus der Spielklasse jedoch nicht verhindern konnte. In der Saison 2013/14 spielte er über ein weiteres Leihgeschäft für den kroatischen Zweitligisten NK Sesvete und kam in 27 von 33 Ligaspielen zum Einsatz, in denen ihm ein Tor gelang.
Im Februar 2015 kehrte Bekić nach Tuzla zurück und spielte bis zum Ende der Saison 2014/15 für den in die höchste Spielklasse zurückgekehrten FK Sloboda Tuzla; mit einem Tor in 13 Punktspielen trug er in einem Teilnehmerfeld von 16 Mannschaften zum Erreichen des achten Platzes bei. Anschließend wechselte er zum amtierenden bosnischen Meister FK Sarajevo, für den er bis 2019 wettbewerbsübergreifend 100 Pflichtspiele bestritt, in denen er zwei Tore erzielte. Am Ende seiner letzten Saison gewann er mit dem Verein das Double; im in Hin- und Rückspiel ausgetragenen Pokalfinale wurde er am 15. Mai 2019 im Rückspiel bei der 0:1-Niederlage beim NK Široki Brijeg in der 65. Minute für Emir Halilović eingewechselt – das Hinspiel wurde mit 3:0 gewonnen. Im Anschluss wechselte er erneut zum FK Sloboda Tuzla, in der Saison 2019/20 lief er in 18 Ligaspielen für seinen Jugendverein auf.
Seit dem 1. Juli 2020 gehört er dem Kader des Ligakonkurrenten HŠK Zrinjski Mostar an, mit dem er am Ende der Saison 2021/22 die bosnische Meisterschaft gewann.

### Nationalmannschaft
Sein Debüt als Nationalspieler gab Bekić am 10. Oktober 2009 für die bosnische U21-Nationalmannschaft im Rahmen der Qualifikation für die U-21-EM bei der 0:2-Niederlage gegen Wales.
Am 7. Juni 2016 debütierte Bekić in der Herren-Nationalmannschaft in Suita beim 2:1-Sieg über die Nationalmannschaft Japans in einem Freundschaftsspiel. Zwei weitere Spiele bestritt er in den Vereinigten Staaten beim torlosen Remis gegen die Nationalmannschaft der Vereinigten Staaten am 29. Januar 2018 in Carson und bei der 0:1-Niederlage gegen die Nationalmannschaft Mexikos am 1. Februar 2018 im texanischen San Antonio; dabei sah er in der 84. Minute die Gelb-Rote Karte.

## Erfolge
HŠK Zrinjski Mostar
- Bosnisch-herzegowinischer Meister: 2022

FK Sarajevo
- Bosnisch-herzegowinischer Meister: 2019
- Bosnisch-herzegowinischer Pokalsieger:2019